# Campeonato Catalão de Futebol

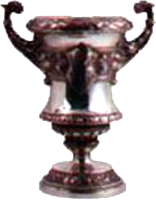
Imagem da taça do Campeonato Catalão.

O Campeonato Catalão foi uma competição de futebol amistosa organizada pela Federação Catalã de Futebol que é celebrado anualmente na Catalunha com a participação de equipes de futebol dessa região. A competição foi criada no ano de 1900 e é a mais antiga competição da Espanha e uma das primeiras que se disputou na Europa.

## Historia
Conforme passar dos anos, a disputa trocou de nome em diversas ocasiões (Copa Macaya, Copa Barcelona, Campeonato Catalão, Liga Catalã, Copa Generalitat e Copa Cataluña), assim como de sistema de competição.
A denominação mais duradoura, entre 1903 e 1940, foi Campeonato Catalão, e gozou de grande prestigio, em um momento em que ainda não existia o Campeonato Espanhol. A equipe campeã participava, juntamente com os outros campeões regionais, da Copa da Espanha, que até o começo da Liga em 1929, era o torneio mais importante de futebol na Espanha.
O Campeonato Catalão deixou de ser celebrado em 1940 por causa da proibição imposta pelo Franquismo, que considerou que não era bom que a Catalunha tivesse uma competição própria. Obrigou, então, aos clubes catalães a disputarem somente as competições organizadas pela Real Federação Espanhola de Futebol: A Liga espanhola e a Copa do Generalisimo.
Uma vez restabelecida a democracia na Espanha, voltou a celebrar-se sob o nome de Copa Generalitat, que nas suas cinco primeiras edições, não teve o reconhecimento da Real Federação Espanhola de Futebol. Era disputado em agosto, como uma pré-temporada e só participavam equipes profissionais da Terceira Divisão.
A temporada 89/90 foi reconhecida como oficial pela Federação Catalã de Futebol ao assumir sua organização. No entanto, nessa temporada não participaram equipes profissionais. A partir de 1991 equipes da Primeira e Segunda Divisão como o FC Barcelona e o RCD Espanyol, que tem sido desde então os dominadores do torneio.
Em 1993 a competição foi rebatizada com o nome de Copa Cataluña.
Nos últimos anos, a competição voltou a adquirir certo prestigio graças aos meios de comunicação catalães e aos grandes clubes da Catalunha como o FC Barcelona e o RCD Espanyol tem apresentado seus melhores jogadores nas partidas, apesar do atual prestigio ainda estar muito longe do esplendor que gozou nos anos 40.

## Sistema de Competição
Atualmente competem na Copa Cataluña todos os clubes catalães (da Primeira até a Quarta Divisão). A competição se disputa mediante eliminatórias em jogo único no estádio do time de menor expressão. As equipes consideradas grandes como FC Barcelona e o RCD Espanyol não entram em jogo até as semifinais. A final do torneio é disputada em partida única em um campo neutro.

## Histórico

### Copa Macaya
| Temporada | Campeão      | PJ | PG | PE | PP | GF | GC | Pontos |
| --------- | ------------ | -- | -- | -- | -- | -- | -- | ------ |
| 1900-1901 | Hispania CF  | 6  | 5  | 1  | 0  | 37 | 2  | 11     |
| 1901-1902 | FC Barcelona | 8  | 8  | 0  | 0  | 60 | 2  | 16     |
| 1902-1903 | RCD Espanyol | 4  | 3  | 0  | 1  | 9  | 2  | 6      |

### Copa Barcelona
Competição criada em 1902 depois de uma polêmica surgida durante a segunda edição da Copa Macaya. Se disputou em paralelo com a terceira edição da Copa Macaya com a participação das mesmas equipes.
| Temporada | Campeão      | PJ | PG | PE | PP | GF | GC | Pontos |
| --------- | ------------ | -- | -- | -- | -- | -- | -- | ------ |
| 1902-1903 | FC Barcelona | 14 | 12 | 2  | 0  | 38 | 10 | 26     |

### Campeonato Catalão
Resultado da unificação da Copa Macaya e da Copa Barcelona resultou em 1903 o "Campeonato Catalão". Disputado até 1940, é o nome mais duradoura da competição,
| Temporada     | Campeão           | PJ | PG | PE | PP | GF | GC | Pontos |
| ------------- | ----------------- | -- | -- | -- | -- | -- | -- | ------ |
| 1903-1904     | RCD Espanyol      | 16 | 15 | 1  | 0  | 82 | 15 | 31     |
| 1904-1905     | FC Barcelona      | 8  | 5  | 2  | 1  | 21 | 12 | 12     |
| 1905-1906     | X Sporting        | 6  | 5  | 0  | 1  | 7  | 4  | 10     |
| 1906-1907     | X Sporting        | 4  | 3  | 0  | 1  | 10 | 4  | 6      |
| 1907-1908     | X Sporting        | 6  | 5  | 0  | 1  | 14 | 6  | 10     |
| 1908-1909     | FC Barcelona      | 7  | 4  | 3  | 0  | 16 | 7  | 11     |
| 1909-1910     | FC Barcelona      | 10 | 10 | 0  | 0  | 46 | 3  | 20     |
| 1910-1911     | FC Barcelona      | 7  | 7  | 0  | 0  | 25 | 7  | 14     |
| 1911-1912     | RCD Espanyol      | 10 | 8  | 1  | 1  | 35 | 5  | 17     |
| 1912-1913 (1) | FC Espanya        | 10 | 9  | 1  | 0  | 19 | 5  | 19     |
| 1912-1913 (2) | FC Barcelona      | 4  | 3  | 0  | 1  | 24 | 9  | 6      |
| 1913-1914     | FC Espanya        | 8  | 8  | 0  | 0  | 12 | 2  | 16     |
| 1914-1915     | RCD Espanyol      | 9  | 8  | 0  | 1  | 38 | 5  | 16     |
| 1915-1916     | FC Barcelona      | 8  | 8  | 0  | 0  | 46 | 6  | 16     |
| 1916-1917     | FC Espanya        | 11 | 8  | 1  | 2  | 26 | 9  | 17     |
| 1917-1918     | RCD Espanyol      | 10 | 7  | 2  | 1  | 34 | 8  | 16     |
| 1918-1919     | FC Barcelona      | 10 | 8  | 1  | 1  | 31 | 6  | 17     |
| 1919-1920     | FC Barcelona      | 10 | 9  | 1  | 0  | 28 | 7  | 19     |
| 1920-1921     | FC Barcelona      | 10 | 6  | 3  | 1  | 17 | 10 | 15     |
| 1921-1922     | FC Barcelona      | 10 | 9  | 1  | 0  | 63 | 8  | 19     |
| 1922-1923     | CE Europa         | 10 | 8  | 1  | 1  | 31 | 11 | 17     |
| 1923-1924     | FC Barcelona      | 10 | 10 | 0  | 0  | 28 | 7  | 20     |
| 1924-1925     | FC Barcelona      | 14 | 9  | 2  | 3  | 25 | 9  | 20     |
| 1925-1926     | FC Barcelona      | 14 | 9  | 2  | 3  | 35 | 15 | 20     |
| 1926-1927     | FC Barcelona      | 14 | 11 | 1  | 2  | 64 | 20 | 23     |
| 1927-1928     | FC Barcelona      | 14 | 12 | 0  | 2  | 56 | 11 | 24     |
| 1928-1929     | RCD Espanyol      | 10 | 9  | 1  | 0  | 32 | 4  | 19     |
| 1929-1930     | FC Barcelona      | 10 | 8  | 0  | 2  | 33 | 6  | 16     |
| 1930-1931     | FC Barcelona      | 10 | 8  | 1  | 1  | 34 | 10 | 17     |
| 1931-1932     | FC Barcelona      | 14 | 11 | 1  | 2  | 43 | 12 | 23     |
| 1932-1933     | RCD Espanyol      | 14 | 12 | 1  | 1  | 42 | 14 | 25     |
| 1933-1934     | CE Sabadell       | 14 | 11 | 1  | 2  | 34 | 19 | 23     |
| 1934-1935     | FC Barcelona      | 10 | 8  | 1  | 1  | 36 | 10 | 17     |
| 1935-1936     | FC Barcelona      | 10 | 9  | 1  | 0  | 41 | 9  | 19     |
| 1936-1937     | RCD Espanyol      | 10 | 7  | 0  | 3  | 29 | 23 | 14     |
| 1937-1938     | FC Barcelona      | 14 | 10 | 1  | 3  | 42 | 13 | 21     |
| 1938-1939     | Não foi disputado | -  | -  | -  | -  | -  | -  | -      |
| 1939-1940     | RCD Espanyol      | 10 | 9  | 1  | 0  | 35 | 11 | 19     |

## Lista ('todos os torneios somados')
- 23 títulos: FC Barcelona.
- 8 títulos: RCD Espanyol.
- 3 títulos: X Sporting, FC Espanya
- 1 título: Hispania CF, CE Sabadell, CE Europa.